# Rivière Blanche (vattendrag i Kanada, Québec, lat 46,52, long -72,79)
Rivière Blanche är ett vattendrag i Kanada.   Det ligger i provinsen Québec, i den sydöstra delen av landet, 250 km nordost om huvudstaden Ottawa.
I omgivningarna runt Rivière Blanche växer i huvudsak blandskog. Runt Rivière Blanche är det ganska glesbefolkat, med 43 invånare per kvadratkilometer.